# Меру (митология)
 Тази статия е за Меру (митология).  За други значения вижте Меру.  
Връх Меру (на санскрит: मेरु), наричан също Шумеру на санскрит, на пали Шунеру или Кайлаш, а „Меру“ с представката „-шу“ се превежда като „Съвършеният Меру“ или „Махамеру“ т.е. „Великият Меру“. Той е еднакво свещен както за индуистите и джайнистите така и за будистката космология като център на всички физически, метафизически и духовни светове.
Меру е считан за митичната ос на света в индуистката митология. Според Бхагавата пурана той е висок 84 000 йоджани или 1.082 милиона км. Връх Меру е центърът на земята в Джамбудвипа, един от континентите в индуистката митология. Той се счита за домът на боговете. Над него е небето, под него са долните светове, а навсякъде около него е целият видим свят. Около него се върти слънцето.
Връх Меру отговаря, може би на една планина на десния бряг на езерото Манасаровар, която ден се нарича връх Кайлаш.
Архитектурата на покривите на индуистки храмове и на бирманските пиата символизират тази свещена планина (етажите на храмовете винаги са нечетен брой: 3, 5, 7…).
Много известни индуистки, джайнистки както и будистки храмове са построени изобразяващи лика на планината. Например в Бирма най-горния край на кралските пагоди са покрити с многопластов покрив в бирмски стил, изобразяващ планината Меру.

## Географски
В текста Суриасидханта се споменава, че планината Меру лежи по „средата на Земята“ (Бугол-мидя) в земята Джамбунад (Джамбудвип). Текста Нарпатиджаячария от 9 век, написан въз основа най-вече на непубликувани текстове на Ямал Тантир, където пише „Шумеру Притви-мадие шруяте дриштаяте на ту“ (Шумеру се говори, че се намира по средата на Земята, но никой не го е виждал). Варахамихира в своя Панч-сидхантика твърди, че планината Меру се намира на Северния полюс (само че там не съществува въобще планина). Въпреки това Сурясидхант споделя, че планината е по средата на Земята, а планините Сумеру и Кумеру са на полюсите.
Съществуват някалка версии на Космология в съществуващите индийски текстове. В един от тях космологично планината Меру пише, че е обградена от планината Мандрачал на изток, планината Супасарв на запад, планината Камуда на север и планината Кайлаш на юг.